# Mecyna salangalis
Mecyna salangalis là một loài bướm đêm trong họ Crambidae.